# Pajottegem
Pajottegem ist eine belgische Gemeinde in der Provinz Flämisch-Brabant. Sie entstand zum 1. Januar 2025 durch die freiwillige Fusion der Gemeinden Galmaarden, Gooik und Herne.

## Teilgemeinden
Die Gemeinde besteht aus zehn Teilgemeinden:
| Nr. | Name                 | Fläche (km²) | Einwohner (2020) | Einwohner per km² | NIS-Code |
| --- | -------------------- | ------------ | ---------------- | ----------------- | -------- |
| 1   | Galmaarden           | 11,69        | 3.707            | 317               | 23023A   |
| 2   | Tollembeek           | 13,94        | 1.967            | 204               | 23023C   |
| 3   | Vollezele            | 9,66         | 3.162            | 227               | 23023B   |
| 4   | Gooik                | 17,13        | 4.014            | 234               | 23024A   |
| 5   | Kester               | 11,17        | 1.798            | 161               | 23024D   |
| 6   | Leerbeek             | 4,35         | 1.208            | 278               | 23024B   |
| 7   | Oetingen             | 7,56         | 2.167            | 287               | 23024C   |
| 8   | Herne                | 21,84        | 4.124            | 189               | 23032A   |
| 9   | Herfelingen          | 11,25        | 1.136            | 101               | 23032B   |
| 10  | Sint-Pieters-Kapelle | 11,57        | 1.439            | 124               | 23032C   |

## Geschichte
Das wichtigste historische Gebäude in der Gemeinde ist in Herne das alte Kartäuserkloster, das erste Kloster, das der Kartäuserorden in den historischen Niederlanden gründete. In diesem Kloster nahm der Mönch Petrus Naghel die erste wirkliche Übersetzung der Vulgata ins Mittelniederländische vor (sogenannte Herner Bibel).

## Persönlichkeiten
- Jean-François Heymans (1859–1932), Pharmakologe und Rektor (Universität Gent)
- Barthold Kuijken (* 1949), Flötist und Dirigent
- Arne Marit (* 1999), Radrennfahrer
- Charles Nerinckx (* 1761 im Ortsteil Herfelingen; † 1824 in den USA), katholischer Priester, „Apostel von Kentucky“
- Mia De Vits (* 1950), Politikerin, MdEP (bis 2009)